# الیسکا کراس
الیسکا کراس (انگلیسی: Eliska Cross; ۶ ژانویهٔ ۱۹۸۶) بازیگر، بازیگر پورنوگرافی و مدل اهل فرانسه است. وی از سال ۲۰۰۶ میلادی تاکنون مشغول فعالیت بوده‌است.